# NGC 7147
NGC 7147 este o galaxie situată în constelația Pegas. A fost descoperită în 11 august 1863 de către Albert Marth.